# Gerald Brandstötter
Gerald Brandstötter (* 26. April 1959; † 17. Juli 2004) war ein österreichischer Bildhauer.
Gerald Brandstötter absolvierte die Berufsfachschule für Holzbearbeitung in Hallstatt. Er war beim Unternehmen Sommerhuber in Steyr tätig, für die er keramische Ofenkacheln entwarf. An der Hochschule für künstlerische und industrielle Gestaltung in Linz studierte er bei Erwin Reiter und erwarb den Abschluss Magister artium. Gerald Brandstötter lebte bis zu seinem Tode im Steyrer Dunklhof als Maler und Bildhauer. Er verunglückte bei einem Motorradunfall.

## Werke (Auswahl)
- Waldenser-Denkmal in Steyr (1997)
- Der Lebensbaum (2000)
- Denkmal Sidonie in Sierning bei Steyr (2001)
- Familienbrunnen Grieskirchen (2002)
- Waldenser-Denkmal Pinerolo (2004)
- Bronzene Brunnenfigur am Steyrer Wieserfeldplatz (posthum 2007)[2]